# Vladislav Odonic
Vladislav Odonic (1190? – 5. červen 1239) byl kníže kališský (1207 – 1217 a 1229 – 1234), kníže poznaňský (1216  –  1217 a 1229  –  1234), kníže velkopolský (1229 – 1239; od 1234 jen severní část Velkopolska) a kníže hnězdenský (1229 –  1239). Jméno dostal buďto podle svého strýce Vladislava Tenkonohého, nebo podle svého prapředka Vladislava Hermana. Také byl řečený jako Plavec (polsky Plwacz).

## Život

### Mládí
Když zemřel jeho otec Odon, byly Vladislavovi asi jen čtyři roky. Z toho důvodu byl umístěn do péče svého stýce Vladislava.

### První válka s Vladislavem
Když byl roku 1206 Vladislav Odonic prohlášen za dospělého, dožadoval se na svém strýci otcovo dědictví, kališské knížectví. Nepodařilo se mu však dohodnout se svým strýcem Vladislavem Tenkonohým, proto se ještě toho roku rozhodl s ním válčit. Na jeho stranu se postavil hnězdenský arcibiskup Jindřich Kietlicz, který chtěl církev také osamostatnit. Válku se mu však nepodařilo vyhrát, navzdory tomu, že Kietlicz na Vladislava Tenkonohého uvrhl klatbu. Vladislav i s arcibiskupem uprchl do Slezska za Jindřichem Bradatým. Ten mu dal Kališ, pod podmínkou, že při opanování celého Velkopolska, Kališsko vrátí Slezsku.

### Sjezd v Hlohově
I přes vrácení Kališe, Jindřich Bradatý se snažil konflikt vyřešit diplomatickou cestou. Svolal do Hlohova sjezd, na kterém Jindřich a biskupové lubušští a poznaňský zjistili, že řešení situace nebude snadné. Jediné, co se podařilo dojednat, bylo navrácení Kietlicze do Hnězdna. Vladislav se však ani nesmířil, ani se nemohl vrátit do Velkopolska.

### Knížetem Poznaňským

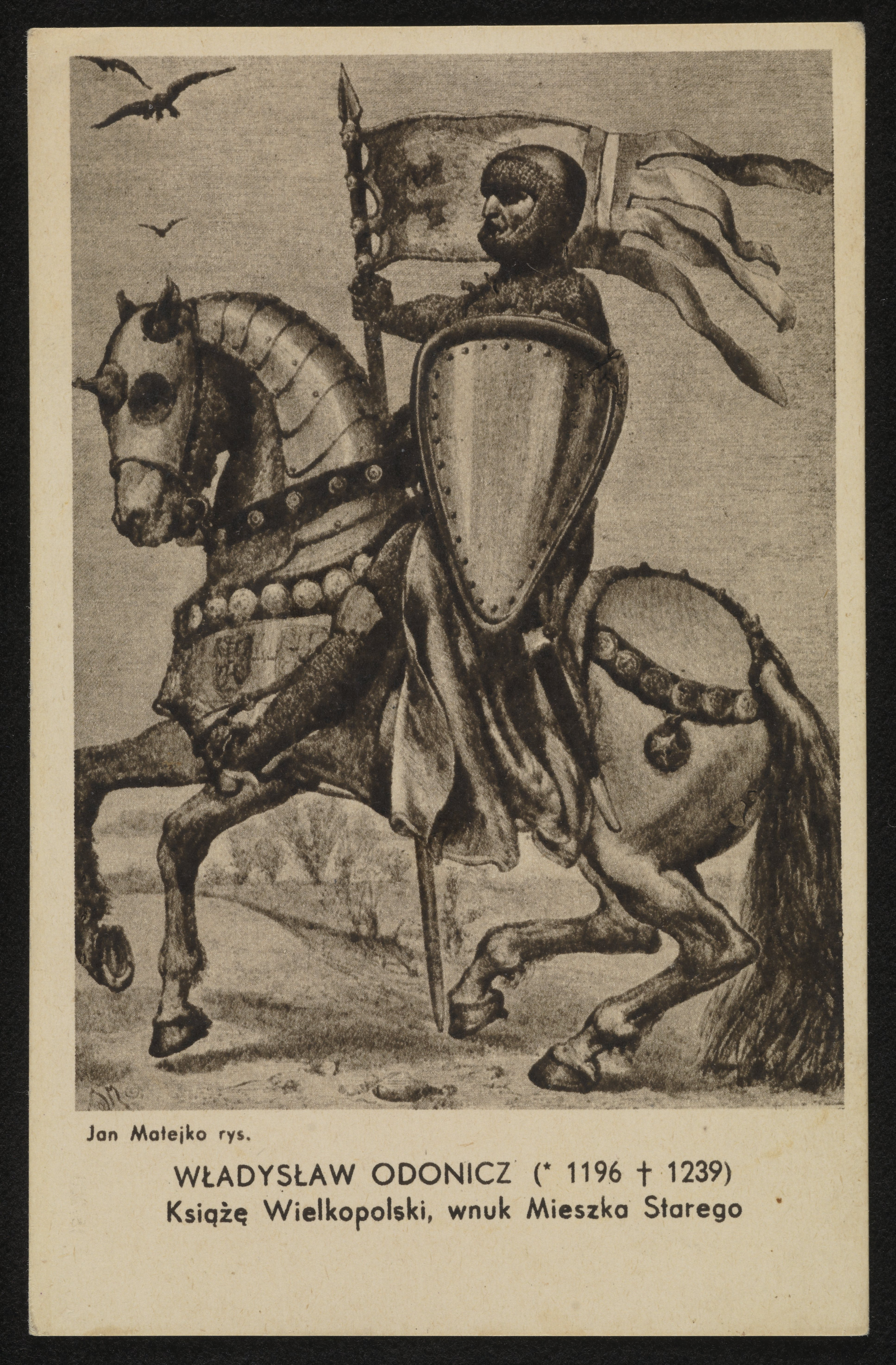

V roce 1216 díky podpoře Jindřicha Kietlicze vrátil Vladislav Tenkonohý Vladislavovi Poznaňsko. Vyskytl se však nový problém. V souhladu se smlouvou z roku 1206 s Jindřichem Bradatým se muselo knížectví kališské vrátil Slezsku. Navíc na sjezdu v Dankówě Vladislav Tenkonohý a Lešek I. Bílý podepsali dohodu o vzájemném následnictví, což bylo pro Vladislava velmi nebezpečné.

### Druhá válka s Vladislavem
Dohoda z Dankówa a smrt arcibiskupa Kietlicze způsobila, že Vladislav Tenkonohý zaútočil na Vladislava Odonice. Vladislav nebyl schopný bránit své území a tak utekl do Uher. Poté utekl pravděpodobně do Čech a nakonec do Německa a Pomořanska.

### Návrat do Polska a smrt Leška Bílého
Po porážce Vladislava Tenkonohého u Ujście se Vladislav rozhodl se svým synovcem smířit. Nejen kvůli tomu byl svolán sjezd do Gasawy. Na něm byl však zavražděn Lešek Bílý. Někteří historici se domnívají, že za vraždou stál Vladislav Odonic. Pravděpodobnější se však jeví varianta, že Leška nechal zavraždit pomořanský vévoda Svatopluk.

### Další boje s Tenkonohým
Po událostech v Gasawě se Vladislav Tenkonohý chopil moci v Malopolsku. Na počátku roku 1228 zaútočil s pomocí slezských vojsk Vladislav Tenkonohý na Vladislava Odonice. Sice se mu ho podařilo uvěznit, ale Vladislav ještě toho roku utekl do Mazovska za Konrádem Mazovským, se kterým vylepšil vztahy.

### Vyhnání Vladislava Tenkonohého a jeho smrt
Roku 1229 vpadl s Konrádem Mazovským do Velkopolska. Odonicovi se podařilo dobýt knížectví jeho strýce. Vladislav Tenkonohý utekl do Ratibořska. Na jaře roku 1231 vpadl Jindřich Bradatý do Velkopolska. Byl však poražen u Hnězdna a Vladislav mohl slavit velké vítězství. 3. listopadu zemřel Vladislav Tenkonohý. To změnilo situaci, jelikož právo na Velkopolsko přešlo na Jindřicha Bradatého.

### První válka s Jindřichem Bradatým a ztráta poloviny Velkopolska
V roce 1234 propukl konflikt nanovo. Tentokrát byl Jindřich Bradatý připraven a bez problému dobyl jižní část Velkopolska. Vladislav byl donucen s Jindřichem jednat. Podmínky smlouvy byly pro Vladislava velmi nepříznivé, musel odstoupit města, mezi které patřila Kališ nebo Santok.

### Druhá válka s Jindřichem Bradatým
Válka znovu vypukla v roce 1235 vinou brutální vlády Děpolta Bořivoje na hradě Śrem. Bořivoj byl zabit, ale brzy přišla odplata ze strany Jindřicha Bradatého k Hnězdnu.

### Poslední roky života.
I když roku 1238 zemřel Jindřich Bradatý, vztahy se slezskými Piastovci se nezlepšily. Jindřichův syn Jindřich Pobožný se nároků na Velkopolsko nevzdal a roku 1239 vypukla nová válka. Vladislav byl znovu poražen a ztratil zbytek Velkopolska. Pravděpodobně zůstal v Hnězdně nebo v Poznani, kde 5. června 1239 zemřel.